# Creu Noell
La Creu Noell és una antiga creu de terme situada a la vila de Vinçà, de la comarca del Conflent, a la Catalunya del Nord.
Està situada a l'avinguda de l'Estació, pràcticament davant del lloc on el carrer dels Barris aflueix en aquesta avinguda, just al lloc on es troba la capella de Sant Galderic.
Declarada monument històric de França, la creu representa el Crist envoltat de motius de lianes, en un costat, i a l'altre, una Mare de Déu amb el Nen. A sota hi ha elements de marbre de diferents èpoques. Una inscripció en lletres gòtiques diu: Mossen Guille(m) Riba Alias Maco Ma Feta Fer. És el nom d'un dels membres de la família dels Guillem Riba, cònsols de Vinçà de 1361 a 1407, que van pagar la creu.